# 安田銀蘚
安田銀蘚（学名：Anomobryum yasudae）为真蘚科銀蘚屬下的一个种。